# PP-19 Bison
Die PP-19 Bison (Pistolet Pulemjot Bison, russisch Пистолет-пулемёт Бизон) ist eine russische Maschinenpistole, die zwischen 1993 und 1995 entwickelt wurde.

## Entwicklung

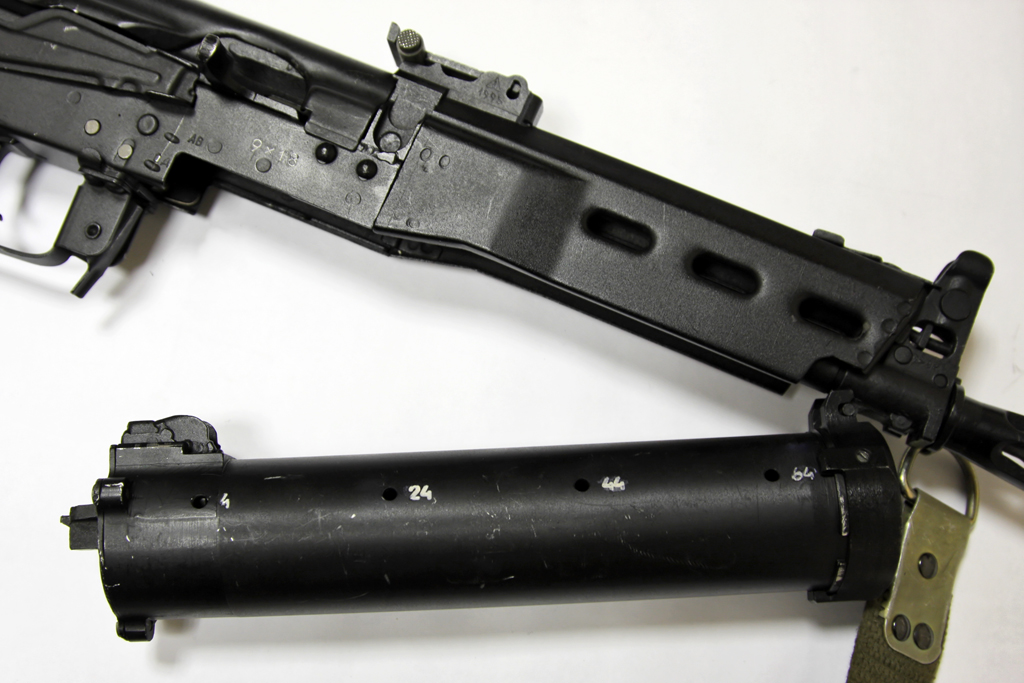

Die PP-19 Bison wurde in Ischewsk entwickelt. Ihre Konstrukteure sind Wiktor Kalaschnikow und Alexei Dragunow, beide Söhne namhafter Waffenentwickler Russlands. Die Grundlage der PP-19 bildete das Kalaschnikow-Waffensystem, dessen Komponenten für den Bau einer Maschinenpistole modifiziert wurden. So wurde das Schloss einer AK-74 verwendet (in gekürzter Ausführung), ebenso der Pistolengriff und die abklappbare Schulterstütze. Auch der kombinierte Feuerwahl- und Sicherungshebel rechts gleicht dem der AK.
Die Besonderheit der Waffe liegt im Schneckenmagazin, das längs unter dem Lauf angebracht ist. Dabei orientierten sich die Entwickler am Magazin der amerikanischen Calico M950, das für eine sehr kompakte Bauform sorgt.